# Callitula
Callitula är ett släkte av steklar som beskrevs av Maximilian Spinola 1811. Callitula ingår i familjen puppglanssteklar.

## Dottertaxa tillCallitula, i alfabetisk ordning[1][2]
- Callitula aenea
- Callitula albipes
- Callitula angioneurae
- Callitula anguloclypea
- Callitula bambusae
- Callitula bicolor
- Callitula cyrnus
- Callitula elongata
- Callitula ferrierei
- Callitula filicornis
- Callitula flavipes
- Callitula fulvipes
- Callitula grotiusi
- Callitula hilla
- Callitula keralensis
- Callitula leroyi
- Callitula nigricoxa
- Callitula nigriviridis
- Callitula pachyacra
- Callitula peethapada
- Callitula prima
- Callitula punctata
- Callitula pyrrhogaster
- Callitula robusta
- Callitula rugosa
- Callitula silvensis
- Callitula travancorensis
- Callitula uliginosa
- Callitula variventris
- Callitula viridicoxa
- Callitula yasudai